# Obříství
Obříství – wieś i gmina w Czechach, w powiecie Mielnik, w kraju środkowoczeskim. Według danych z dnia 1 stycznia 2013 liczyła 1 207 mieszkańców.